# Christopher Loeak
Christopher Loeak, född 11 november 1952, var president på Marshallöarna mellan 2012 och 2016.